# Renzo Dubbini
Renzo Dubbini (Padova, 11 maggio 1950) è uno storico dell'architettura e docente universitario italiano.

## Biografia
Si laurea in architettura nel 1976 presso l'Istituto universitario di architettura di Venezia e l'anno successivo inizia a svolgere attività didattica nel dipartimento di storia dell'architettura. Attualmente è professore ordinario di storia dell'architettura e la sua produzione scientifica è incentrata sul periodo moderno e contemporaneo con particolare riguardo al tema del paesaggio.
Dal 2011 è curatore del Padiglione Venezia nell'ambito della Biennale di Venezia e dal 2012 è direttore del dipartimento di "architettura costruzione conservazione" e membro del senato accademico dell'Università Iuav di Venezia.

## Opere
- Architettura delle prigioni. I luoghi e il tempo della punizione (1700-1880), Angeli, Milano 1986
- Geografie dello sguardo. Visione e paesaggio in età moderna, Einaudi, Torino 1994
- Henri Labrouste (1801-1875), Electa, Milano 2002
- Geography of the Gaze. Urban and Rural Vision in Early Modern Europe, The University of Chicago Press, Chicago 2002
- Robert Byron, Il giudizio sull'architettura, Allemandi, Torino, 2006 (curatore insieme ad Angelo Maggi)
- AA.VV. Paesaggi e storia, Marsilio, Venezia 2012 (curatore)
- Di paesaggi, architetture e città. Dal mito dell'Arcadia allo spazio contemporaneo, Allemandi, Torino 2012.